# Jannat Al Ghezi
Jannat Al Ghezi är en irakisk människorättsaktivist.
Jannat Al Ghezi arbetar med organisationen OWFI (Organization of Women’s Freedom in Iraq). Deras arbete består i att hjälpa utsatta kvinnor i Irak med skydd, juridiskt stöd, utbildning och boende. Jannats Al Ghezis roll i organisationen har varit att koordinera de olika skyddsboenden som finns runt om i Irak och som varit till stöd för de många yazidiska kvinnor som utsatts för förföljelse och våld av IS.
Jannat Al Ghezi tilldelades år 2017 International Women of Courage Award.